# Dion Dublin
Dion Dublin (Leicester, Inglaterra, 22 de abril de 1969) es un ex-futbolista inglés, se desempeñaba como delantero o segundo delantero, aun así, Dublin también jugaba como defensa, dándose el curioso caso de que es capaz de jugar tanto de defensa como delantero.

## Carrera internacional
Dublin debutó en 1998 con la selección de fútbol de Inglaterra, merced a su temporada 1997-98 donde logró ser el máximo goleador de la Premier League junto a Michael Owen. Para sorpresa de todos, quedó fuera de la lista definitiva para el Mundial 1998, más cuando se le consideraba un jugador capacitado tanto para el ataque como para la defensa.

## Clubes
| Club              | País       | Año         |
| ----------------- | ---------- | ----------- |
| Cambridge United  | Inglaterra | 1988        |
| Barnet FC         | Inglaterra | 1988        |
| Cambridge United  | Inglaterra | 1988 - 1992 |
| Manchester United | Inglaterra | 1992 - 1994 |
| Coventry City     | Inglaterra | 1994 - 1998 |
| Aston Villa       | Inglaterra | 1998 - 2002 |
| Millwall FC       | Inglaterra | 2002        |
| Aston Villa       | Inglaterra | 2002 - 2004 |
| Leicester City    | Inglaterra | 2004 - 2006 |
| Celtic FC         | Escocia    | 2006        |
| Norwich City      | Inglaterra | 2006 - 2008 |

## Palmarés
Manchester United FC
- FA Premier League: 1992-93

Aston Villa FC
- UEFA Intertoto Cup: 2001

Celtic FC
- Premier League de Escocia: 2005-06
- Copa de la Liga de Escocia: 2006

- Datos: Q531093
- Multimedia: Dion Dublin / Q531093